# Asturien
Asturien (spansk: Asturias, officielt: Principado de Asturias, dvs. Fyrstendømmet Asturien, asturisk: Asturies, officielt: Principáu d'Asturies, officielt Fyrstendømmet Asturien) er en provins og en autonom region beliggende i det nordlige Spanien, på den kantabriske kyst.  Det grænser op til Galicien mod vest, Castilien og Leon mod syd og Kantabrien mod øst. Dens hovedstad er byen Oviedo.
Rummer det meste af det middelalderlige kongedømme Asturien. Regionen er opdelt i otte amter (comarcas).
De vigtigste byer er fyrstendømmets hovedstad, Oviedo, havnebyen Gijón, som også er den største by, og industribyen Avilés. Andre bymæssige områder i Asturien omfatter Cangas de Onís, Cangas del Narcea, Gozón, Grado, Langreo, Llanera, Laviana, Lena, Llanes, Mieres, Siero, Valdés, Vegadeo og Villaviciosa.
Asturien er desuden hjemsted for prisoverrækkelsen af  Premios Princesa de Asturias.

## Landets navn
Navnet Asturias stammer fra betegnelsen for de først kendte indbyggere, asturerne. Det var primitive beboere ved mundingen af floden Astura (nu: Esla) indtil den romerske erobring af landet. Navnet asturer kom til at omfatte både dem på begge sider af bjergene.
Astura (som efter den romerske invasion blev kaldt Estura eller Estula) bygger på det keltiske ord stour, som betyder "flod". Samme ordstamme findes i England, hvor Plinius taler om floden Stur. I dag findes der tre floder med navnet "Stour", nemlig i Kent, Suffolk og Dorset. Tæt på Elbens munding findes en biflod, Stör, i Antikken kaldet Sturia. Tilsvarende fandtes der en keltisk stamme i Piemonte, Esturi, og en flod ved navn Stura. Den samme tabte, sproglige rod fandtes på gælisk og bretonsk i ordene ster og stour med betydningen "flod".

## Historie
Asturien var først beboet af Homo erectus, så af Neanderthalere og  fra den ældste stenalder - af moderne mennesker. Lidt senere blev der skabt mange hulemalerier i områdets østlige del. I den mellemste stenalder opstod der en indfødt kultur, kaldet Asturiense, og  samtidigt med bronzealderen blev der bygget stendysser og rejst bautastene. I jernalderen kom området kulturelt under keltisk indflydelse. De keltiske folk, der var kendt som asturer, bestod af stammer som Luggones, Pesicos m.fl., og de bebyggede hele området med befæstede bjergbyer. Endnu i dag kan den keltiske indflydelse i Asturien genfindes i stednavnene, først og fremmest for floder og bjerge.
Da Asturien blev erobret af romerne under Augustus (29-19 f.Kr.), trådte regionen ind i den skrevne historie. Efter mange århundreder under Romerriget og uden fremmed indtrængen, besatte sveberne og visigoterne efterhånden landet fra det 6. århundrede til begyndelsen af det 8. århundrede. Deres tid sluttede med den muslimske erobring af Spanien (711-718) og Septimanien (719–720). Men som det gik romerne og visigoterne,  opdagede maurerne, at det ikke var let at erobre bjergområderne, og landet ved Spaniens nordkyst blev aldrig fuldstændigt indlemmet i det islamiske Spanien. Tvært imod blev denne egn et tilflugtssted for kristne adelige allerede fra begyndelsen af den mauriske erobring, og i 722 blev der skabt et kongedømme, som i praksis var uafhængigt, Regnum Asturorum (Kongeriget Asturien). Det skulle blive arnestedet for den spirende Reconquista (generobring).
I det 10. århundrede blev det asturiske rige forenet med Kongeriget León, og i Middelalderen betød den geografiske isolation, at historiske beretninger om landet gik tabt. Da Henrik af Castilien gjorde oprør i det 14. århundrede, blev fyrstendømmet grundlagt. De  kendteste forkæmpere for uafhængighed var Gonzalo Peláez og droning Urraca, som nok opnåede betydningsfulde sejre, men som led nederlag til Castilien i sidste ende. Da landet var blevet en del af Spanien, forsynede Asturien det spanske hof med adelige af høj rang, og dets indbyggere spillede en vigtig rolle ved koloniseringen af Amerika. Efter 1388 har den castilianske spanske tronarving været tituleret "Fyrste af Asturien". I det 16. århundrede nåede befolkningstallet for første gang over 100.000, og allerede hundrede år senere var dette tal blevet fordoblet på grund af majsdyrkning indført fra Amerika.
I det 18. århundrede blev Asturien et af oplysningstidens centre. Den kendte tænker, Benito de Feijóo, slog sig ned i benediktinerklostret ’’San Vicente’’ i Oviedo. Gaspar Melchor de Jovellanos blev født i havnebyen Gijón, og han var forsker og reformpolitiker sent i det 18. århundrede.
Industrialiseringen nåede Asturien efter 1830, da man opdagede kulforekomster og fik oprettet de jernværker i mineområderne Nalón og Caudal, som gjorde Asturien til et industriområde. På samme tidspunkt var der en betydelig emigration til Mellem- og Sydamerika (særligt til Argentina, Uruguay, Puerto Rico, Cuba og Mexico). De heldige vendte ofte tilbage til deres hjemland som meget rige. Disse iværksættere blev kendt som 'Indianos', da de havde boet i Vestindien eller endnu længere borte og tjent deres formuer dér. Vidnesbyrd om disse rige familier kan stadig ses i dag: mange store 'modernista' villaer findes spredt over hele regionen, men disse rige grundlagde også kulturelle institutioner som gratis skoler og offentlige biblioteker.
Asturien spillede en vigtig rolle i de begivenheder, der førte til den Spanske Borgerkrig. I oktober 1934 indledte de asturiske minearbejdere og andre arbejdergrupper et oprør (se De asturiske minearbejderes strejke i 1934) som svar på, at et højreorienteret parti, CEDA, havde fået tre ministerposter. I en måned regerede en folkefrontkommitté i det sydlige Asturien, mens andre, lokale arbejderkomitéer opstod forskellige steder i landet. En kampkomité, der var domineret af anarko-syndikalister, tog magten i Oviedo, men tropper under kommando af en dengang ukendt general ved navn Francisco Franco Bahamonde blev tilkaldt fra Spansk Marokko for at nedkæmpe oprøret. Franco anvendte en taktik, som ellers kun var kendt i kolonierne, og brugte tropper fra den  Spanske legion og fra Marokko. Resultatet blev en brutal undertrykkelse af oprørerne.
Derfor forblev Asturien loyal over for den demokratiske, republikanske regering under borgerkrigen, og landet blev skueplads for et usædvanligt forsvar i vanskeligt terræn, nemlig Slaget ved El Mazuco. Da Franco til sidst havde fået kontrol over hele Spanien, blev Asturien – der ellers var nøje forbundet med den spanske krone – blot omtalt som "Provinsen Oviedo" fra 1939 til Francos død i 1975. Provinsens rette navn blev genoptaget i fuldt omfang, efter at demokrati var genindført i Spanien i 1977. I 1950'erne og -60'erne fortsatte industrialiseringen af Asturien med oprettelsen af nationale selskaber som Ensidesa og Hunosa, mens 1980'erne var et årti med dramatisk omstilling af industrien.
Den 30. december 1981, blev Asturien et selvstyrende samfund inden for den decentraliserede, territoriale struktur, der var skabt med den spanske grundlov af 1978. Rafael Luis Fernández Álvarez, der havde været præsident for regionens råd siden 1978, blev den første præsident for Fyrstendømmet Asturien, da selvstyret blev gennemført. Den asturiske regionalregering har omfattende myndighed over områder som sundhed, uddannelse og miljøbeskyttelse. Fra 2019 hedder præsidenten for Astureiens regering Adrián Barbón Rodríguez.

## Politiske forhold
Det selvstyrende område har haft en lovgivende myndighed, udøvet af Fyrstendømmet Asturiens Generalråd siden 1982. Rådet har 45 deputerede, der er valgt for fire år ved almindelige valg, hvor resultaterne er opgjort efter D'Hondts metode. Ved valgene er Asturien delt i tre kredse.
| Politisk parti | 1983 | 1987 | 1991 | 1995 | 1999 | 2003 | 2007 | 2011 | 2012 |
| -------------- | ---- | ---- | ---- | ---- | ---- | ---- | ---- | ---- | ---- |
| PSOE           | 26   | 20   | 21   | 17   | 24   | 22   | 21   | 15   | 17   |
| FAC            |      |      |      |      |      |      |      | 16   | 12   |
| PP             | 14   | 13   | 15   | 21   | 15   | 19   | 20   | 10   | 10   |
| IU             | 5    | 4    | 6    | 6    | 3    | 4    | 4    | 4    | 5    |
| CDS            |      | 8    | 2    |      |      |      |      |      |      |
| PAS            |      |      | 1    | 1    |      |      |      |      |      |
| URAS           |      |      |      |      | 3    |      |      |      |      |
| UPyD           |      |      |      |      |      |      |      |      | 1    |

### Liste over Asturiens præsidenter
| Nº | Navn                                 | Start | Slut | Politisk parti | Bemærkninger                                    |
| -- | ------------------------------------ | ----- | ---- | -------------- | ----------------------------------------------- |
| 1. | Rafael Fernández Álvarez             | 1978  | 1983 | FSA-PSOE       | Før autonomi: Præsident indtil 11. januar 1982. |
| 2. | Pedro de Silva Cienfuegos-Jovellanos | 1983  | 1991 | FSA-PSOE       |                                                 |
| 3. | Juan Luis Rodríguez-Vigil            | 1991  | 1993 | FSA-PSOE       | Fratrådt på grund af Petromochoskandalen.       |
| 4. | Antonio Trevín Lombán                | 1993  | 1995 | FSA-PSOE       |                                                 |
| 5. | Sergio Marqués Fernández             | 1995  | 1999 | PP/URAS        |                                                 |
| 6. | Vicente Álvarez Areces               | 1999  | 2011 | FSA-PSOE       |                                                 |
| 7. | Francisco Álvarez Cascos             | 2011  | 2012 | FAC            | Udskrev nyvalg, da budgettet blev nedstemt      |
| 8. | Javier Fernández Fernández           | 2012  |      | FSA-PSOE       |                                                 |

## Administrativ og geografisk opdeling
Asturien er geografisk inddelt i kommuner, der igen er inddelt i sogne.

### Asturiens kommuner
Der er i øjeblikket (2014) 78 kommuner i Asturien.
| Nr. | Kommune                    | Befolkning |
| --- | -------------------------- | ---------- |
| 1   | Gijón                      | 277.554    |
| 2   | Oviedo                     | 224.005    |
| 3   | Avilés                     | 84.242     |
| 4   | Siero                      | 51.181     |
| 5   | Langreo                    | 45.565     |
| 6   | Mieres                     | 44.070     |
| 7   | Castrillón                 | 22.894     |
| 8   | San Martín del Rey Aurelio | 18.729     |
| 9   | Corvera de Asturien        | 15.955     |
| 10  | Villaviciosa de Asturien   | 14.775     |

### Sogne
Et "parroquia" eller sogn er den mindste, geografiske enhed underlagt en kommune. Der er i alt 857 sogne, der er samlet i regionens 78 kommuner, og de er normalt sammenfaldende med den kirkelige inddeling.

## Geografi og klima
De Kantabriske bjerge (Cordillera Cantábrica) danner Asturiens naturlige grænse til provinsen León mod syd. I den østlige del af kæden finder man Nationalparken Picos de Europa med de højeste og sikkert også de mest iøjnefaldende bjerge, hvor Torrecerredo når op i 2.648 m højde. Andre bemærkelsesværdige steder i denne kæde, der hovedsageligt består af kalksten, er Parque Natural de Redes mod øst, Ubiñas syd for Oviedo og Parque Natural de Somiedo mod vest. De kantabriske bjerge strækker sig over ca. 200 km i alt, nemlig fra provinsen Galicien vest for Asturien til provinsen Kantabrien mod øst, og de giver muligheder for at dyrke klatring, skiløb og huleforskning.
Det væsentligste træk ved Asturiens geografi er de vilde kystklipper og bjergene inde i landet. Kysten ud mod Biskayen er lang med hundreder af strande, vige og naturlige huler. Blandt de berømte eksempler findes Playa del Silencio (Stilhedens strand) nær ved fiskerbyen Cudillero (vest for Gijón) og de mange strande rundt om feriestedet Llanes, så som Barro, Ballota og Torimbia (den sidstnævnte mest for nudister). De fleste af Asturiens strande er dækket af sand, de er rene og afgrænset af stejle klipper, hvor man ofte ser kreaturer på græs.
Klimaet i Asturien er, som i resten af det nordvestlige Spanien, mere foranderligt end i den sydlige del af landet. Somrene er almindeligvis fugtige og varme med meget solskin, men også en del regn. Vintrene er kolde med perioder med stærk kulde. Kulden føles mest inde i bjergene, hvor der ligger sne fra oktober til maj. Både regn og sne er sikre i Asturiens vintre.

## Befolkningsforhold
I 2008 havde Asturien en fertilitetsrate på 1.07, som er den laveste i EU. Asturien er også et af de mindst religiøse i Europa. Ca. 45 % af Asturiens befolkning tror ikke på nogen gud eller større magt.

### Sprog
Det eneste officielle sprog i Asturien er spansk. Det asturiske sprog, også kaldet bable, tales også, omend ikke så meget, og det er beskyttet ved lov (Ley 1/1998, de 23 de marzo, de uso y promoción del bable/asturiano — "Lov 1/1998, af 23. marts, om brug og fremme af bable/asturisk"). Det bruges somme tider af den asturiske civilforvaltning. I den vestlige del af Asturien tales der eonavisk, som ligeledes hører under Lov 1/1998. Det diskuteres, om eonavisk er en dialekt eller en variant af galicisk, og sprogets anvendelse i den asturiske administration er mindre udbredt i sammenligning med asturisk. Inden for Asturiens grænser er man i gang med at rette stednavne til asterisk og eonavisk.

## Mad og drikke
Skønt Asturien særligt er kendt for sine fiskeretter, er den mest berømte, regionale ret fabada asturiana, en kraftig stuvning, der typisk er lavet på store, hvide hestebønner (fabes), bov af svin (lacón), blodpølse (morcilla) og krydrede chorizopølser.
Æbleplantager er grundlaget for regionens traditionelle, alkoholholdige drik, som er naturligt gæret cider (sidra). Da den er naturgæret og ikke tilsat kulsyre bliver den asturiske cider skænket på en speciel måde, el escanciado: flasken holdes over hovedet, så der kan skænkes med en lang, lodret stråle, der ilter cideren, når den rammer glasset. Når man har drukket det meste af indholdet, er det sædvane at hælde en smule ud på jorden, så man får tømt glasset for gærrester før næste opfyldning. Efter traditionen skal det samme glas fyldes og gå rundt, sådan at alle drikker efter tur.
Asturiske oste, og særligt Cabrales, er berømte i hele Spanien og i udlandet. Asturien kaldes ofte "ostenes land" (el país de los quesos).

## Økonomi
I århundreder var landbrug og fiskeri rygraden i den asturiske økonomi. Fremstilling af mælk og mælkeprodukter var også traditionelle erhverv, men den stærke udvikling i denne branche var en sidevirkning af den økonomiske ekspansion sidst i 1960’erne. I dag bliver produkter fra asturiske andelsmejerier solgt over hele Spanien.
I den nyeste tid har minedrift (kul) og stålproduktion dog været de vigtigste industrier: under Francisco Francos diktatur var landet centrum for Spaniens stålindustri. Det dengang statsejede ENSIDESA stålkompani er nu en del af det privatiserede Aceralia, som igen tilhører ArcelorMittalgruppen. Industrien skabte mange jobs, der resulterede i en væsentlig indvandring fra andre regioner af hovedsagelig Extremadura, Andalusien og Castilla y León.
Stålindustrien er nu i tilbagegang, når man måler i antallet af jobs, og det samme gælder minedrift. Baggrunden for det sidste er hovedsagelig de høje produktionsomkostninger ved kulbrydningen, når man sammenligner med andre regioner. Den regionale, økonomiske vækst ligger under den generelle, spanske rate, selv om de seneste års vækst i serviceerhvervene har hjulpet til med at sænke Asturiens høje arbejdsløshedstal. Store indkøbscentre er åbnet i udkanten af regionens største byer (Gijón og Oviedo), mens den allestedsnærværende, spanske byggeindustri fortsat synes at trives.
Asturien har siden 1986 i udstrakt grad nydt godt af EU's investeringer i veje og anden vigtig infrastruktur, selv om der også har været en del diskussion om måden, disse midler er blevet brugt på, som f.eks. til minearbejdernes pensioner.
Ved udgangen af 2008 var bruttonationalindkomsten pr. indbygger i Asturien €22.640, eller 90,2 % af det europæiske gennemsnit på €25.100. Det gør regionen til den 12. rigeste i Spanien, en kraftig nedgang fra 1970’erne og 1980’erne – højdepunktet for den spanske mineindustri – da Asturien almindeligvis blev betragtet som en af de rigeste regioner i Sydeuropa. I realiteten er Asturien faldet ned under det spanske, nationale gennemsnit siden nedgangen i mineindustrien, og tallet voksede kun 0,82 % i 2008, den laveste vækst i hele Spanien. På plussiden tæller, at arbejdsløsheden i Asturien er mindre end gennemsnittet for hele Spanien, og med 8,43 % ligger den også under det europæiske gennemsnit.

## Sightseeing

### De vigtigste steder
Oviedo, hovedstaden i Asturien, er en ren og smuk by med en varieret arkitektur. Santa María del Naranco og San Miguel de Lillo, henholdsvis en præromansk kirke og et palads, bygget 100 m fra Narancobjerget nord for byen efter beslutning fra asturiske konger, er nu på UNESCOs Verdensarvsliste. Indenfor den moderne arkitektur findes Palacio de Congresos de Oviedo (eller Modoo), som er tegnet af Santiago Calatrava.
Kystbyen Gijon er den største by i Asturien. Den er berømt for kulturelle og sportslige begivenheder, og samtidig er den strandturismens centrum i Nordspanien. Den er også kendt for den traditionelle, asturiske gastronomi og som et vigtigt produktionssted for asturisk cider. Der er mange museer og andet at besøge i byen, og det er vigtigt at nævne Laboral Ciudad de la Cultura, som rummer et museum for moderne kunst, et teater og meget mere.
Den tredjestørste by i Asturien, Avilés, er ved at blive et vigtigt turistmål i fyrstendømmet. "La villa del adelantado" (som de lokale kalder den med en henvisning til Pedro Menéndez de Avilés) er mødested for gammelt og nyt. Det er især tydeligt, når man går gennem gaderne i den gamle del af byen. "Saint Nicholas of Bari" eller "Capilla de los Alas" henholdsvis i romansk og tidligt gotisk stil; Palacio de Balsera i modernistisk stil eller St. Thomas af Canterburys kirke (fra det 13. århundrede) er blot nogle få eksempler, som klart viser det storslåede, historiske arvegods, som findes i byen. Modsat er Centro Niemeyer, der blev tegnet af den brasilianske arkitekt Oscar Niemeyer, et af eksemplerne på moderne arkitektur i Asturien.

#### NationalparkenPicos de Europaog andre dele af den asturiske bjergkæde
Det mest berømte bjerg i parken er Picu Urriellu (2519 m), også kendt som El Naranjo de Bulnes, et bjerg formet som en kindtand, skal gløde orange i eftermiddagssolen, hvad der har givet det navnet. Når vejret tillader det, kan det ses klart fra landsbyen Camarmeña, som ligger ved Poncebos, altså syd for Arenas de Cabrales.

#### Helligdommen “Jomfru Maria afCovadonga” og bjergsøerne (Los Lagos), nær vedCangas de Onís
Ifølge legenden skal jomfruen i det 8. århundrede have velsignet de asturiske, kristne styrker med et præcist timet signal om at angribe de mauriske erobrere som blev besejret ved et overraskelsesangreb. Den spanske Reconquista og senere genforeningen af hele Spanien siges derfor at være indledt på præcis dette sted.
De mange palæolitiske huler i Asturien er UNESCO Verdensarvområde sammen med bl.a. den forhistoriske bjergkunst

#### Den asturiske kyst
Særligt strandene i og omkring sommerferiestedet Llanes, Playa del Silencio nær ved fiskerbyen Cudillero, eller den ”hvide by” Luarca (Severo Ochoas hjemby).

### Andre interessante steder
- Ceceda landsbyen ligger øst for Oviedo ved vejen N634. I denne bosættelse er det særligt de traditionelle horreo (kornsiloer), der står på piller for at holde musene borte fra kornet.
- Floden Dobra kan nydes syd for Cangas de Onís, og den er berømt for sin usædvanlige farve og naturskønhed.
- Senda costera (kystvejen) mellem Pendueles og Llanes er delvist brolagt, og derfra kan man se nogle af Asturiens mest iøjefaldende kystområder som de larmende bufones (blæsehuller) og stranden Ballota.
- Den usædvanlige klippeformation på stranden ved landsbyen Buelna øst for Llanes ses bedst ved lavvande.

## Transport

### Flyforbindelser
Asturien har flyforbindelse via Asturias International Airport (OVD), som ligger 40 kilometer fra Oviedo og tæt på den nordvestlige kyst og industribyen Avilés.
- Internationale flyselskaber
  - Air France
  - Et britisk selskab, EasyJet, indledte daglige flyvninger til Asturiens lufthavn i marts 2005, og forbindelserne er til og fra Stansted Airport, som er dette selskabs hjemsted. Om vinteren nedsætter Easy Jet antallet af flyvninger til fire afgange om ugen.
- Adskillige spanske selskaber har også forbindelser mellem Asturien og Madrid, Barcelona, Brussels, Paris, Sevilla og flere andre lufthavne.
  - Iberia
  - Vueling

Det østlige Asturien kan også nås via Santander Airport. Nylige forbedringer i vejsystemet gør det muligt at flyve til Santander og derfra køre ind i Asturien på mindre end én time. Det irske selskab, Ryanair, har flyvninger til Santander Airport fra Frankfurt (Hahn), Liverpool, Dublin, London (Stansted) og Rom (Ciampino).

### Færger
El Musel (Gijóns havn) kan modtage krydstogtskibe af enhver størrelse, og selskaber som ”P&O”, ”Swan Hellenic” og ”Hapag Lloyd” vælger Gijón hvert år som deres besøgshavn ved den europæiske atlanterhavskyst. Følgende områder kan bruges af krydstogtskibe:
- Moliner kajen: 313 m anløbssted med 14 m dybde.
- 7ª Alignment: 326 m med 12 m dybde.
- Espigón II, den sydlige placering: 360 m anløbssted med 9 m dybde.

Disse steder tillader en høj grad af adgangskontrol, der garanterer både skibenes og passagerernes sikkerhed. Byens centrum er kun 4 km borte og havnemyndighederne arrangerer specielt tilrettelagte busforbindelser, som gør det muligt at udnytte de kulturelle, gastronomiske og forretningsmæssige tilbud.
Fra 2010 har Gijón været forbundet med den franske by Nantes via færge. Denne forbindelse kaldes også for “havmotorvejen” og den har en besejlingstæthed på to færger pr. dag i begge retninger.

### Togforbindelser
Det nationale, spanske tognet, RENFE, er også godt forbundet med Asturien, og der er regelmæssig afgang til og fra det indre af landet. De vigtigste stationer er hovedbyen, Oviedo, og den vigtigste havneby, Gijón. Tilsvarende forbinder togselskabet FEVE landets centrum med det østlige og vestlige Asturien. En ny tunnel under de Kantabriske bjerge, ‘’Variante de Pajares’’, er ved at blive færdiggjort, og den vil nedsætte rejsetiden fra Madrid til Asturien fra 5 til blot 3 timer. Det skaber baggrund for indsættelse af højhastighedstog i den nærmeste fremtid.

### Busser
Der er også et omfattende netværk af busforbindelser, som drives af selskabet ALSA. Det forbinder Avilés, Gijón, Oviedo og Mieres med Madrid og andre større byer flere gange om dagen. Det drejer sig om afgange til Barcelona, Salamanca, León, Valladolid, La Coruña, Bilbao, Sevilla, San Sebastián, Paris, Brussels and Nice, to name just a few.

## Musik
Asturiens musik er varieret, men det mest karakteristiske instrument i den traditionelle musik er den særlige, asturiske sækkepibe eller ‘’gaita’’, der har en enkelt, vedholdende tone ligesom de traditionelle sækkepiber hos andre keltiske folk som f.eks. i Bretagne, Wales og Irland. Sækkepiben bliver ofte akkompagneret af en enkelt håndtromme, fløjter og akkordeon. I de senere år har der været en genopblomstring af interesse for traditional folkemusik, og mange grupper har opnået regional og international anerkendelse for deres etnomusikalske studier og præsentation af den indfødte, asturiske musik.  De bedste eksempler omfatter traditionsbevidste fløjtespillere som Xuacu Amieva og Tejedor og fusionisten José Ángel Hevia (hvis Busindre Reel musikvideo giver indblik i både gaita’en og det asturiske) sammen med grupperne Llan de Cubel, Xera, Nuberu og Felpeyu. Hertil kommer, at talrige heavy metal- og rockbands også har fået en vis succes i Asturien, bl.a. fordi mange af dem inddrager elementer af traditional, asturisk musik i deres lydbillede. 

### Regionsang
Den asturiske regionalsang, Asturias, patria querida (Asturien, elskede fædreland) var en populær sang, der blev valgt til regionens regionalsang ved “Lov  1/1984, af 27. april.

### Fyrstendømmet Asturiens symfoniorkester
Fyrstendømmet Asturiens symfoniorkester er fyrstendømmets vigtigste orkester. Dette professionelle symfoniorkester spiller et bredt repertoire sammen med solister og dirigenter af verdensklasse. Det har sit hjemsted i Auditorio Principe Felipe i Oviedo, men det har også opførelser i Gijón og Avilés. Orkestret er internationalt anerkendt og desuden et af de bedste i Spanien, og derfor er det forpligtet på dristig programsammensætning med en kraftig betoning af uddannelse og partnerskab med lokalsamfundene. Rossen Milanov er for tiden (2014) orkestrets direktør.

### Andet
Asturias (Leyenda) er navnet på den femte sats af Suite Española, Op. 47 af den spanske komponist, Isaac Albéniz. Musikken har dog kun lidt til fælles med regionens egen, folkelige musik. Rimsky-Korsakovs Capriccio espagnol Op. 34 er dog tættere på denne baggrund, da stykket citerer frit fra den asturiske musikalske arv.

## Berømte asturiere
- Fernando Alonso, Formel 1 racerkører, verdensmester i 2005 og 2006.
- Leopoldo Alas "Clarín", forfatter i det 19. århundrede til La Regenta, et grundlæggende arbejde inden for den spanske, litterære kanon.
- Francisco Álvarez Cascos, minister i den spanske regering 1996–2000 og 2000–2004
- Santi Cazorla, international og spansk fodboldspiller, europæisk mester i 2008 og 2012
- Jonathan Dopazo, medejer af IBM og en af de vigtigste bidragydere ved skabelsen af de moderne datalagringsteknikker [13].
- Torcuato Fernández-Miranda, en nøgleperson under overgangen til spansk demokrati.
- Cesar Rato González bliver betragtet som én af de ledende bidragydere i kvalitetssikringen omkring linuxkernen[14].
- Olvido García Valdés, digter.
- Ángel González en vigtig, spansk digter i det 20. århundrede.
- Gaspar Melchor de Jovellanos, filosof og tænker i Oplysningstiden.
- Pedro Menéndez de Avilés, spansk conquistador og grundlægger af Saint Augustine i Florida, USA.
- Letizia, fyrstinde af Asturien, født og opvokset i Oviedo og gift med Felipe, fyrste af Asturien
- Severo Ochoa, nobelprismodtager i 1959 i fysiologi eller medicin.
- Carmen Polo, gift med general Francisco Franco.
- Chechu Rubiera, cykelsportsmand
- Noel Fernández Hevia, lingvist, ekspert i latin og talsmand for det asturiske sprog[15].
- David Villa, spansk og international fodboldspiller, europæisk mester i 2008 og verdensmester i 2010.
- Juan Manuel Mata, spansk og international fodboldspiller, europacupvinder, verdensmester i 2010 og europamester i 2012.
- Xaviel Vilareyo, digter, forfatter og musiker.
- Samuel Sánchez, cykelsportsmand og guldmedaljevinder ved OL.

## Vigtige begivenheder
- Fyrsten af Asturiens prisoverrækkelse
- Asturiske minearbejderes strejke i 1934
- Gijóns Internationale Filmfestival
- Avilés Internationale Film- and Arkitekturfestival

## Eksterne links
- Fyrstendømmets Asturiens officielle netsted
- Turistinformation om Asturien
- InfoAsturias – Fyrstendømmets egen turistinformation
- Vejrmeldinger for Asturien
- Universitetet i Oviedo
- El Musel, Gijóns havn

43°21′41″N 5°50′52″V / 43.3614°N 5.8478°V